# Liste des volcans de Colombie
| \| Localisation des Colombie (volcans) en Colombie \| Azufral Cerro Bravo Cerro Machín Cerro Negro de Mayasquer Cumbal Doña Juana Galeras Ndo del Huila Ndo del Quindío Ndo del Ruiz Ndo del Tolima Ndo el Cisne Petacas Puracé Romeral Santa Isabel Sotará |
| Localisation des Colombie (volcans) en Colombie |

Cet article recense les volcans de Colombie. Tous sont situés dans la cordillère Centrale et le nœud de los Pastos.

## Liste
| Nom                      | Altitude | Dernière éruption | Précision           | Coordonnées         |
| ------------------------ | -------- | ----------------- | ------------------- | ------------------- |
| Azufral                  | +04 070, | -930              | datation incertaine | 1° 05′ N, 77° 41′ O |
| Cerro Bravo              | +04 000, | 1720              | ± 150 ans           | 5° 05′ N, 75° 18′ O |
| Cerro Machín             | +02 750, | 1180              | ± 150 ans           | 4° 29′ N, 75° 24′ O |
| Cerro Negro de Mayasquer | +04 445, | 1936              |                     | 0° 59′ N, 77° 53′ O |
| Cumbal                   | +04 764, | 1926              |                     | 0° 49′ N, 77° 58′ O |
| Doña Juana               | +04 150, | 1906              |                     | 1° 28′ N, 76° 55′ O |
| Galeras                  | +04 276, | 2010              |                     | 1° 00′ N, 77° 22′ O |
| Nevado del Huila         | +05 365, | 2008              |                     | 2° 55′ N, 76° 03′ O |
| Nevado del Quindío       | +05 215, |                   |                     | 4° 43′ N, 75° 23′ O |
| Nevado del Ruiz          | +05 321, | 1991              |                     | 4° 53′ N, 75° 22′ O |
| Nevado del Tolima        | +05 200, | 1943              |                     | 4° 40′ N, 75° 20′ O |
| Nevado El Cisne          | +04 636, |                   |                     | 4° 50′ N, 75° 21′ O |
| Petacas                  | +04 054, | -5950             | ± 500 ans           | 1° 34′ N, 76° 47′ O |
| Puracé                   | +04 650, | 1977              |                     | 2° 19′ N, 76° 24′ O |
| Romeral                  | +03 858, | -5950             | ± 500 ans           | 5° 12′ N, 75° 22′ O |
| Santa Isabel             | +04 950, | -2800             | ± 100 ans           | 4° 49′ N, 75° 22′ O |
| Sotará                   | +04 400, |                   | date inconnue       | 2° 07′ N, 76° 35′ O |